# Cellettes (Loir-et-Cher)
Cellettes é uma comuna francesa na região administrativa do Centro, no departamento Loir-et-Cher. Estende-se por uma área de 20,89 km². Em 2010 a comuna tinha 2 711 habitantes (densidade: 129,8 hab./km²).